# الخضيرة (طور الباحة)

تعديل مصدري - تعديل

الخُضَّيْرَة أو الخُضَيْرَاء،[1] هي مستوطنة أثرية تقع في إقليم الصبيحة في جنوب اليمن، وتقع على بعد حوالي 800 متر جنوب غرب مدينة طور الباحة عاصمة إقليم الصبيحة وهي منطقة سهلية مرتفعة قليلاً عن سطح وادي معادن، تنتشر فيها كمية كبيرة من الأحجار المهندمة التي تعود إلى فترة ما قبل الإسلام، كما هو واضح من أحجامها وطريقة نحتها، وفي الجنوب الشرقي من منطقة الخُضَّيرة وعلى بعد مائة متر، وُجدت مقابر تعود أيضاً إلى نفس الفترة، وتنتشر الشقافات الفخارية على معظم سطح الموقع، وهي من ذلك النوع الذي يعود أيضاً إلى فترة ما قبل الإسلام، ولم تتم دراسة هذا الموقع حتى الآن مما جعل تاريخه غير معروف بشكل دقيق.
وتنتشر مواقع أثرية أخرى في معظم الأراضي المجاورة لهذا الموقع أهمها مخربشات ورسوم صخرية وجدت على صخرتين في أسفل وادي الفَجَرَة، ويبدو من اسم وادي الفَجَرة أن موقعه يعود إلى فترات قديمة - والفجرة مقصود بها هنا الأقوام الفاجرة التي كانت تقطن الوادي قبل الإسلام - ، وتشير تلك الرسوم الصخرية والمخربشات إلى أن منطقة طور الباحة كانت مسكونة مُنذُ عصور ما قبل التاريخ إلى فترة ظهور تلك الرسوم الصخرية والمخربشات، وتوجد في مدينة طور الباحة مواقع أثرية أخرى لكنها لم تنل حظها من الدراسة والبحث الأثري وهي كالأتي:
1. جبل رشاش
2. القروضة
3. حصن يارع
4. العشة
5. العنبرة
6. حصن حويرب
7. وادي الفجرة.

وتشير الدراسات الأثرية التي تمت في مدينة طور الباحة، أن هذه المنطقة كانت مستوطنة في عصور ما قبل التاريخ، حيث أمكن العثور على رؤوس سهام وفؤوس يدوية تعود إلى العصور المبكرة، إضافة إلى وجود المساكن الدائرية في مواقع متفرقة من أراضي المديرية، وهي المساكن التي كانت تستخدم في العصور الحجرية، ومن ثم العصور البرونزية.

## ملاحظة
حفظًا لحقوق النشر، هذه المقالة كانت بالأساس أحد أقسام مقالة مدينة طور الباحة، واستحسنت نشرها في مقالة مستقلة مع تعزيزها بالمراجع والمصادر.